# Dvojité dno
Dvojité dno je sbírka básní a veršovaných zápisků převážně z roku 2009 a první poloviny roku 2010 českého básníka J. H. Krchovského.
Vyšla ve vydavatelství Host v roce 2010 .
Útlou knížečku poezie uvádí slogan:
„Život je na hovno a láska na prd

jak už řek myslim že Jaroslav Seifert“

## Obsah knihy
- Už na mě nechce čekat "můj cíl"
- Je konec, nejen sezóny...
- Oči mé vidí mne... Pláčou, že na dně jsem?
- Vpíjím se do své tmy očima rudýma
- Dnes jsem si koupil květináč
- Odbíjí půlnoc, bije, dávno nevím která
- Stav ducha vždy je záhadný
- Sbohem a obojek, líbá tvůj kastrát
- Prohráb jsem ve sklepě krosničku s nářadím
- Zas Na Piavě (nomen omen)...
- Konečně roztály květy zla na okně
- Jo, nejlíp je mi U Dvořáků
- Až zbavím duši obtížného těla
- Chybíš mi... Ano, ty
- Vše skončilo...I zima, zdá se
- Bože můj, tak už dnes?! - Ty se mnou nemluvíš?
- Přijdu hned! - Schoval jsem v kapse jed na krysy
- Jakože vůbec nic... Vracím se ke svým hrám
- Oděna akorát do husí kůže
- Dál trpím život, sám jím trpěn
- "Máš mě rád?" Šeptá a blbě se chichotá
- Je to tu! Konečně... Bože můj, díky!
- Utírám od hoven spolknutý klíč
- Poslední valčík... Vlá tvá hříva
- Umírat pro lásku, nebo žít pro zradu...
- Fuj, musím dolů, mezi lidi!
- Za tamtím kopcem je můj dům
- Ne, tohleto už snášet nelze
- Je Štědrý den dnes... Dnes a denně!
- Kuřivo, prádlo... a plyšovou opici...
- Již brzy zhynu... (Z legrace...)
- Jdu ztichlým městem na Hod Boží
- Jsou moje dveře stále týmiž?
- To jsem rád, že tě vidím! I když
- Zkusím dnes rum, když včera zklamal fernet
- Ač dávno nejsem tramp a ani sebevrah
- Pusu a dobrou, ty můj hochu...
- Nějak furt zahlížím za stále mladšími
- "A o co se jako snažíš?" sykla
- Kdo rychle dává, dvakrát dává
- To víš, že ano... - trochu lžu jí
- Zjara už konečně odlítnu s havrany
- Chci jít ven - koukám se: na schodech strašidlo!
- Nebudu sprostý, budu vlídný
- Z druhého břehu přívoz není
- Piluju slova, zas a znova... - Obřad k číši
- A tak už přece jen přišla i chvíle má...
- Poslední piva hlt v bezedno chřtánu
- Zlomeným brkem jsem zamíchal zbylou tuš
- Vidiny přechází v přeludy sluchové
- Allegro molto! Bez oddechu
- Slova, jen slova... Málo poví
- Mluv si dál, povídej, na mě si nepřijdeš
- V zrcadle stojí, co je psáno
- Jsem slunečními hodinami...
- Už málo mi zbývá, jen píseň má tklivá...
- Záruční doba je snad do dvou roků?
- Strhaná prázdná síť, osiřel okna kout
- Pojď dál... Chceš pivo? Whisky s jedem?
- Už troubějí... Už troubějí!